# Райторал, Франтишек
Фра́нтишек Ра́йторал (чеш. František Rajtoral; 12 марта 1986, Пршибрам, Чехословакия — 23 апреля 2017, Газиантеп, Турция) — чешский футболист, защитник.

## Карьера

### Клубная карьера
Играл за молодёжный состав футбольного клуба «Марила». В 2004 году подписал с клубом контракт.
В 2005 году перешёл в клуб «Баник» из Остравы.
С 2009 года выступал за клуб «Виктория» из Пльзеня. В сезоне 13/14 в матче Лиги Чемпионов против московского ЦСКА отметился выездным голом, однако его клуб победить не сумел (2:3).
30 января 2014 года Райторал был арендован «Ганновером» на полгода с правом последующего выкупа. 30 июня 2014 года вернулся обратно в «Викторию».

### Выступления за сборную
29 февраля 2012 года дебютировал в сборной Чехии, выйдя на поле в товарищеском матче с Ирландией (1:1).
Статистика выступлений за сборную страны
| Матчи Франтишека Райторала за сборную Чехии | Матчи Франтишека Райторала за сборную Чехии | Матчи Франтишека Райторала за сборную Чехии | Матчи Франтишека Райторала за сборную Чехии | Матчи Франтишека Райторала за сборную Чехии | Матчи Франтишека Райторала за сборную Чехии | Матчи Франтишека Райторала за сборную Чехии |
| ------------------------------------------- | ------------------------------------------- | ------------------------------------------- | ------------------------------------------- | ------------------------------------------- | ------------------------------------------- | ------------------------------------------- |
| №                                           | Дата                                        | Оппонент                                    | Счёт                                        | Голы                                        | Соревнование                                |                                             |
| 1                                           | 29 февраля 2012                             | Ирландия                                    | 1 : 1                                       | -                                           | Товарищеский матч                           |                                             |
| 2                                           | 26 мая 2012                                 | Израиль                                     | 2 : 1                                       | -                                           | Товарищеский матч                           |                                             |
| 3                                           | 1 июня 2012                                 | Венгрия                                     | 1 : 2                                       | -                                           | Товарищеский матч                           |                                             |
| 4                                           | 12 июня 2012                                | Греция                                      | 2 : 1                                       | -                                           | ЧЕ 2012. Групповая стадия                   |                                             |
| 5                                           | 16 июня 2012                                | Польша                                      | 1 : 0                                       | -                                           | ЧЕ 2012. Групповая стадия                   |                                             |
| 6                                           | 15 августа 2012                             | Украина                                     | 0 : 0                                       | -                                           | Товарищеский матч                           |                                             |
| 7                                           | 8 сентября 2012                             | Дания                                       | 0 : 0                                       | -                                           | Отборочный матч ЧМ 2014                     |                                             |
| 8                                           | 11 сентября 2012                            | Финляндия                                   | 0 : 1                                       | -                                           | Товарищеский матч                           |                                             |
| 9                                           | 12 октября 2012                             | Мальта                                      | 3 : 1                                       | -                                           | Отборочный матч ЧМ 2014                     |                                             |
| 10                                          | 16 октября 2012                             | Болгария                                    | 0 : 0                                       | -                                           | Отборочный матч ЧМ 2014                     |                                             |
| 11                                          | 11 октября 2013                             | Мальта                                      | 4 : 1                                       | -                                           | Отборочный матч ЧМ 2014                     |                                             |
| 12                                          | 15 октября 2013                             | Болгария                                    | 1 : 0                                       | -                                           | Отборочный матч ЧМ 2014                     |                                             |
| 13                                          | 15 ноября 2013                              | Канада                                      | 2 : 0                                       | -                                           | Товарищеский матч                           |                                             |
| 14                                          | 5 марта 2014                                | Норвегия                                    | 2 : 2                                       | -                                           | Товарищеский матч                           |                                             |

## Смерть
23 апреля 2017 года Франтишек был найден повешенным в своём доме на юго-востоке провинции Газиантеп. По словам руководства клуба «Газиантепспор», за который выступал Райторал, клубу не было известно о каких-то проблемах, которые могли бы привести к самоубийству футболиста. Было высказано предположение, что разрыв с девушкой в 2016 году и уход из клуба его друга Даниэла Коларжа в феврале 2017 года могли ухудшить его психологическое состояние. По совпадению, через месяц последовала смерть Давида Быстроня, бывшего товарища по команде и партнёра по защите в «Виктории», который совершил подобное самоубийство.
Так же сообщалось, что в 2008 году у него диагностировали синдром хронической усталости, и он лечился несколько месяцев. Его болезнь снова повторилась в 2014 году.

## Достижения
Виктория Пльзень
- Чемпион Чехии (4): 2010/11, 2012/13, 2014/15, 2015/16
- Обладатель Кубка Чехии: 2009/10
- Обладатель Суперкубка Чехии (2): 2011, 2015